# Види 360
Види 360 (англ. Species 360, колишня Міжнародна інформаційна система видів, чи ISIS), заснована в 1973 році, є міжнародною неприбутковою організацією, яка підтримує онлайн-базу даних диких тварин під опікою людей . З 2016 року ця організація обслуговує більше 1000 зоопарків, акваріумів та зоологічних об'єднань у 90 країнах світу. Організація надає своїм учасникам програмне забезпечення збору та управління зоологічними даними під назвою ZIMS- система управління зоологічною інформацією . Станом на 2017 рік, бази даних ZIMS містять інформацію про 21 000 видів, 6,8 млн тварин та 75 млн медичних записів. Учасники використовують основну біологічну інформацію (вік, стать, походження, місце народження, обставини смерті тощо), зібрані в системі для догляду та управління ними колекціями тварин (у багатьох випадках — демографічний та генетичний). База даних також використовується для розробок програм підтримки природоохоронних досліджень.
З моменту свого заснування в 1973 році група є неурядовою організацією, яка переслідує цілі з охорони диких тварин. Види 360 співпрацює з асоціаціями зоопарків у всьому світі.
Види 360 та Центральний зоопарк Індії мають п'ятирічний меморандум про взаєморозуміння з основною метою — міграції більшості зоопарків Індії в базу даних ZIMS.
Організація має співробітників та представників в Амстердамі (Нідерланди), Нью-Делі (Індія), Єрусалимі (Ізраїль), Оденсе (Данія) та Стамбулі (Туреччина) з штаб-квартирою в Міннесоті (США).

## Члени
Члени регіональної асоціації включають:
- Арабський зоопарк та асоціація акваріумів
- Колумбійська асоціація зоологічних парків та акваріумів
- Зоологічна асоціація зоопарків та акваріумів Мексики
- Еквадорська асоціація зоопарків та акваріумів
- Латиноамериканська асоціація зоологічних парків та акваріумів
- Асоціація зоопарків та акваріумів месоамериканського та карибського регіонів
- Венесуельська асоціація зоопарків та акваріумів
- Асоціація «Французькі зоопарки»
- Асоціація зоопарків та акваріумів
- Британська та Ірландська асоціація зоопарків та акваріумів
- Канадські акредитовані зоопарки та акваріуми
- Центральний зоопарк Індії
- Данська асоціація зоологічних садів і акваріумів
- Євразійська регіональна асоціація зоопарків та акваріумів
- Європейська асоціація зоопарків та акваріумів
- Флоридська Асоціація зоопарків та акваріумів
- Іверська асоціація зоопарків та акваріумів
- Природа та парки Ізраїлю
- Ізраїльська зоопаркова асоціація
- Японська асоціація зоопарків та акваріумів
- Корейська асоціація зоопарків та акваріумів
- Малайзійська асоціація зоологічних парків та акваріумів
- Голландська асоціація зоопарків
- Пан-африканська асоціація зоопарків та акваріумів
- Перхімпунан Кебун Бінатанг — Індонезійська асоціація зоопарків та акваріумів
- Польська асоціація директорів зоопарків та акваріумів
- Румунська федерація зоопарку та акваріума
- Товариство зоопарків та акваріумів Бразилії
- Асоціація зоопарків Південно-Східної Азії
- Шведська асоціація зоопарків та акваріумів
- Тайська організація зоологічного парку під королівським патронатом
- Українська асоціація зоопарків та акваріумів
- Зоологічні сади та акваріуми Італійського союзу
- Асоціація зоологічних садів
- Інститут дикої природи Індії
- Асоціація зоопарків і акваріумів
- Зоологічна асоціація Америки.

## Централізована база даних
Сучасні зоопарки та акваріуми часто є «банками генів» для зникаючих видів . У деяких випадках види, які вимерли в дикій природі й вирощувалися в зоопарках, врешті-решт повертаються в дику природу. Прикладами є чорноногий херре, каліфорнійський кондор, кінь Пржевальського, червоний вовк, мікронезійський коник та арабський орікс . Окремі зоопарки, як правило, не мають місця для підтримки життєздатного видового населення (що для багатьох ссавців та птахів потребує більше 500 тварин, щоб підтримувати достатню генетичну різноманітність), тому збереження генетичної різноманітності вимагає координації між багатьма зоопарками). Наукова експертиза в галузі тваринництва, харчування, ветеринарної допомоги та інше поширюється по всіх зоопарках та акваріумах світу. Розведення та управління чисельністю покладається на точну інформацію про тварин у всіх організаціях-членах, особливо про історію племінного походження (походження) та демографію (народження та смерть). Записи організації приймаються міжнародними регулюючими органами, такими як СІТЕС. Членами «Види 360» є близько три чверті членів Асоціації зоопарків та акваріумів (АЗА) в Північній Америці, а Європейська асоціація зоопарків та акваріумів (EAZA) вимагає від своїх членів приєднатися.

## Програмне забезпечення
ZIMS (система управління зоологічною інформацією) для господарства
Інтернет-система ведення обліку, яка використовується зоопарками, акваріумами та зоологічними асоціаціями для охоплення та організації інформації про тваринництво. Також включає найкращі методи та можливості співпраці серед членів
ZIMS для ветеринарів
модуль веббази, який використовується для охоплення та організації: вебсистема обліку, яка використовується зоопарками, акваріумами та зоологічними асоціаціями для охоплення та організації ветеринарної інформації.
SPARKS
Система єдиного аналізу та обліку чисельності: підтримує управління та аналіз видів тварин, і призначений для використання власниками племінних книг.
EGGS
це програмне забезпечення для керування зчепленням яєць на одному об'єкті, а також додаткові записи для видів яєць у вигляді ARKS4 та SPARKS.
ZIMS — система управління зоологічною інформацією, модуль господарства та медичний модуль
це програмне забезпечення нового покоління Види 360. Випуск 1 був доставлений у березні 2010 року та оновлений в 2012 році до значно вдосконаленого інтерфейс користувача. Випуск 1 охоплює функціональні можливості щодо базової інвентаризації тварин, детальну індивідуальну інформацію про тварин і загальну інституційну інформацію, таку як персонал, дані про обкладинки та систему підтримки життєзабезпечення. У випуску 2 представлені ветеринарні медичні функції, які в даний час пропонуються за допомогою програми MedARKS. Реліз 3 включатиме функції SPARKS та Poplink Studbook. Додаток ZIMS — це перша в світі система єдиної глобальної бази даних в режимі реального часу для тварин у зоопарках і акваріумах.
LearnZIMS — освітня версія ZIMS
доступний для ліцензування освітніх організацій, які навчають тваринництву, науку зоопарку та акваріума. Ця версія ZIMS відображає стандартну програму ZIMS, але не включає в себе глобальну базу даних записів тварин. LearnZIMS використовує фіктивний набір даних для навчання функціональності додатків і демонстрації типів даних, які збираються в глобальній базі даних .

## Історія
В 1973 році Улісс Сейл і Дейл Макеї запропонували Міжнародну інформаційну систему видів (ISIS) як міжнародну базу даних, яка допоможе зоопаркам та акваріумам досягти довгострокових цілей управління збереженням. Вона була заснована у 1974 році з початковим членством 51 зоопарку в Північній Америці та Європі, та кількість його членів з кожним роком зростала. Гранти та допомога були надані Асоціацією зоопарків та акваріумів (АЗА), Американською асоціацією зоопарків ветеринарів (AAZV) та іншими зоологічними асоціаціями. Засновники також фінансувалися від приватних фондів та Міністерства внутрішніх справ Сполучених Штатів . Вже перші 30 років, Зоопарк штату Міннесоти розмістив програму на своїх підставах.
З 1989 року організація була зареєстрована як некомерційна організація в рамках Міжнародної ради піклувальників, яка обирається підписами установ-членів. У 2016 році організація була перейменована в Види 360 (англ. Species360), оскільки ISIS є абревіатурою Ісламської Держави Ірак та Сирії — терористичної організації.